# Cezary Sokołowski
Cezary Sokołowski (ur. 20 grudnia 1957 w Warszawie) – polski fotoreporter. W 1992 otrzymał Nagrodę Pulitzera w kategorii news photography za zdjęcie z puczu moskiewskiego.

## Życiorys
Swoją karierę rozpoczynał pracując jako fotolaborant w Centralnej Agencja Fotograficznej. W 1981 roku dostrzeżono go i zatrudniono jako polskiego korespondenta dla Associated Press, jednej z największych agencji prasowych świata, dla której dokumentował przemiany ustrojowe w Polsce i na świecie. W okresie PRL był 24 razy aresztowany przez milicję. 
Jest autorem zdjęć politycznych z okresu stanu wojennego, m.in. Lecha Wałęsy po internowaniu, fotorelacji z negocjacji Okrągłego Stołu czy rewolucji w Rumunii. W 1992 otrzymał Nagrodę Pulitzera w kategorii news photography za zdjęcie tzw. rosyjskiego rambo, które przedstawia rosyjskiego żołnierza siedzącego na bojowym wozie piechoty (BWP1) z uniesionymi rękami. W tym samym roku współzałożył Fundację Konkurs Polskiej Fotografii Prasowej. 
W czerwcu 2021 ukazał się film dokumentalny w reżyserii Piotra Hawałeja i Natalii Dobroszyckiej Photographer of democracy o życiu i dorobku artystycznym Sokołowskiego.